# The Last Outpost (Star Trek: The Next Generation)
"The Last Outpost" é o quinto episódio da primeira temporada da série de ficção científica estadunidense Star Trek: The Next Generation. Foi exibido pela primeira vez nos Estados Unidos por redifusão em 19 de outubro de 1987, tendo sido escrito por Herbert Wright a partir de uma história de Richard Krzemien e dirigido por Richard A. Colla. The Next Generation se passa no século XXIV e acompanha as aventuras da tripulação da nave estelar USS Enterprise-D. Neste episódio, a Enterprise persegue uma nave ferengi até um misterioso planeta que costumava ser um posto de uma civilização extinta há milênios.
"The Last Outpost" marcou a primeira aparição dos ferengi na franquia Star Trek, com eles tendo sido criados porque o produtor executivo Gene Roddenberry, o criador de The Next Generation, não queria reutilizar alienígenas de Star Trek: The Original Series. A intenção era que servissem como antagonistas da série, com seu visual sendo criado pelo ilustrador Andrew Probert e depois modificado pelo maquiador Michael Westmore. O episódio teve a pior audiência de toda a primeira temporada e a recepção da crítica foi negativa, que achou que os ferengi eram muito cômicos para serem considerados bons vilões.

## Enredo
A USS Enterprise persegue uma nave estelar ferengi que roubou um conversor de energia da Federação dos Planetas Unidos. A espécie é conhecida, mas este é seu primeiro contato e a Federação acredita que os ferengi possuem um nível tecnológico similar. A perseguição passa pelo planeta Delphi Ardu IV e as duas naves são misteriosamente incapacitadas, com o capitão Jean-Luc Picard percebendo que isso foi causado por algo no planeta e não pelos ferengi. Eles descobrem que Delphi Ardu IV costumava ser um posto avançado do Império Tkon, um civilização que foi extinta há mais de seiscentos mil anos atrás. Picard entra em contato com Tarr, o capitão ferengi, e os dois lados concordam em explorar a superfície juntos.
A equipe avançada da Enterprise é atacada e aprisionada pela equipe avançada ferengi, que acreditava que eles estavam planejando uma emboscada própria. Os tripulantes escapam e um tiroteio começa, porém a energia dos disparos é absorvida por uma estrutura cristalina próxima. O tenente-comandante Data investiga e desperta uma entidade que se apresenta como um humanoide chamado Portal 63, um "guardião do Império Tkon". Este não compreende que o império não existe mais.
Os ferengi acusam a equipe avançada da Enterprise de serem hostis, com o comandante William Riker admitindo que são hostis para com os ferengi. Portal 63 considera isto como confirmação de que a Federação é de fato uma força hostil e bárbara e prepara-se para atacar Riker, mas este demonstra uma bravura que convence Portal 63 que ele a humanidade é na verdade uma espécie civilizada. A Enterprise é liberada e Portal 63 oferece a Riker a chance de destruir a nave ferengi, mas ele recusa. As duas equipes avançadas retornam para suas respectivas naves, que são liberadas, com os ferengi também devolvendo o conversor de energia. Como um agradecimento irônico, Riker sugere que armadilhas de dedo chinesas sejam enviadas aos ferengi.

## Produção
O produtor executivo Gene Roddenberry, o criador de Star Trek: The Next Generation, decidiu bem no começo que não queria repetir adversários que tinham aparecido em Star Trek: The Original Series. Ele chegou a escrever categoricamente no guia de roteiristas e diretores de The Next Generation: "Nenhuma história de guerras com klingons e romulanos". Os ferengi foram concebidos por Roddenberry e pelo roteirista Herbert Wright para serem os vilões da série. Eles foram mencionados em episódios antes de "The Last Outpost", mas este foi sua primeira aparição. Os ferengi reapareceram em "The Battle", porém nesta altura os produtores achavam que eles não eram bons adversários e assim abandonaram planos de usá-los como tais. Sua função de vilões principais em The Next Generation acabou passando para os Borg na segunda temporada. Os ferengi já estavam sendo usados como alívio cômico na época que Star Trek: Deep Space Nine estreou. O visual geral dos ferengi e da sua nave estelar foram criados pelo ilustrador Andrew Probert. A nave foi inspirada em um caranguejo-ferradura. O roteiro de "The Last Outpost" foi escrito por Wright a partir de um esboço de Richard Krzemien.
O maquiador Michael Westmore foi encarregado de pegar as ilustrações de Probert e criar maquiagens para os atores que se adequassem ao visual. Probert originalmente deu aos ferengi orelhas pontudas como morcegos, mas os produtores ficaram preocupados que elas pareceriam versões ampliadas das já conhecidas orelhas vulcanas, assim Westmore foi instruído a arredondá-las. Outros elementos que foram alterados na maquiagem incluíram modificações nos narizes a fim de aumentar o volume de rugas e abandono de uma ideia de ampliar o queixo, mesmo com Westmore achando que isto iria economizar tempo na hora de aplicar as maquiagens. Dentes falsos também foram criados, que formava a maquiagem junto com uma única prótese de cabeça e uma única prótese de nariz. Uma foto da maquiagem ferengi incompleta vazou para a imprensa antes do episódio ir ao ar, algo que irritou bastante Westmore. O artista cênico Michael Okuda desenhou uma tatuagem para indicar patentes, com Westmore a colocando na parte direita da testa. O símbolo significa "cão come cão" e foi pintado de verde; cada barra ao lado do símbolo indica a patente, com o maior o número de barras indicam uma patente mais alta.
Alguns atores do elenco convidado reapareceram mais adiante na série. Tanto Tracey Walter quanto Mike Gomez, intérpretes de Kayron e Tarr em "The Last Outpost", interpretaram outros ferengis em "Rascals" da sexta temporada. Armin Shimerman apareceu como o ferengi Letek e também aparecia na primeira temporada no episódio "Haven" como o rosto de uma caixa betazoide, porém sua participação em "Haven" foi filmada antes de "The Last Outpost". Ele interpretaria outro ferengi em "Peak Performance" da segunda temporada e depois conseguiu o papel principal do ferengi Quark em Deep Space Nine. Shimerman décadas depois comentou sua performance em "The Last Outpost" dizendo que "Eu estava praticamente interpretando um vilão exagerado, que acabou ficando bastante cômico. Achei que eu estava sendo bastante sério, mas obviamente não foi sério. É porque não houve sutileza na performance, não houve nenhuma tentativa de dar-lhes alguma coragem real ... Foi uma atuação ruim. Foi simplesmente uma atuação ruim.
A ideia de Riker de enviar armadilhas de dedo chineses para os ferengi foi inspirada no episódio "The Trouble with Tribbles" de The Original Series, em que Montgomery Scott ao final da história envia pingos para os klingons. "The Last Outpost" foi o primeiro episódio de The Next Generation em que o tenente Geordi La Forge se comunica com a ponte de comando a partir da engenharia. Os produtores gostaram tanto desta imagem que o personagem recebeu o cargo de engenheiro chefe a partir da segunda temporada.

## Repercussão

### Audiência
"The Last Outpost" foi exibido pela primeira vez nos Estados Unidos por redifusão na semana que começou em 19 de outubro de 1987. Teve um índice Nielsen de 8,9, refletindo a porcentagem das residências que assistiram ao episódio. Esta foi a pior audiência da temporada e a única vez que ela ficou abaixo de nove por cento.

### Crítica
Keith R. A. DeCandido da Reactor elogiou Gomez como o primeiro ferengi visto em Star Trek, mas achou que a espécie era "muito cômica para ser levada a sério como a ameaça que o roteiro queria desesperadamente que fossem". Para DeCandido, com a exceção da estreia dos ferengi e a participação de Shimerman, o episódio tinha pouco a oferecer. O ator Wil Wheaton, intérprete de Wesley Crusher, avaliou o episódio décadas depois para a AOL TV e achou que existia um pouco de crescimento de personagem, mas os ferengi eram "uma piada completa" até serem parcialmente redimidos por Shimerman em Deep Space Nine. Wheaton também achou que "The Last Outpost" não mostrou uma grande melhora em relação aos predecessores "The Naked Now" e "Code of Honor", o que pode ter sido o motivo da queda de audiência deste episódio.
James Hunt da Den of Geek achou que o episódio funcionava "surpreendentemente bem" e que o final era "Star Trek em seu melhor: grande ideia filosófica absurda". Ele elogiou as viradas do roteiro e achou que os ferengi "apesar de serem completamente ridículos, são genuinamente hilários". Zack Handlen da The A.V. Club descreveu os ferengi como "realmente, realmente terríveis" e afirmou que Portal 63 era um dispositivo de roteiro preguiçoso semelhante aos seres quase divinos de The Original Series. R. L. Shaffer da IGN achou que os ferengi eram um pouco racistas, mas considerou o episódio como "Uma introdução confusa, mas decente, a esses alienígenas bizarros".
Wheaton comentou que o elenco ficou insatisfeito com este episódio porque não gostaram de vários aspectos, incluindo os ferengi e a piada da armadilha de dedo chinesa. O produtor Maurice Hurley achou que os ferengi transformaram o conceito de "The Last Outpost" em uma "tolice", enquanto o diretor Richard A. Colla achou que existiam problemas que só foram identificados após as filmagens. Por outro lado, o produtor supervisor Robert H. Justman achou que esta foi a melhor representação dos ferengi.

## Mídia caseira
A primeira vez que "The Last Outpost" foi disponibilizado em mídia caseira foi em 1 de abril de 1992 quando foi lançado no formato VHS nos Estados Unidos e Canadá. Foi lançado em LaserDisc no Japão em 10 de junho de 1995 como parte da coleção da primeira metade da primeira temporada. Foi lançado em DVD em 26 de março de 2002 como parte da coleção completa da primeira temporada. Foi remasterizado e lançado em Blu-ray em 24 de julho de 2012 como parte da coleção da primeira temporada.